# Oviedo
Oviedo (in spagnolo) o Uviéu (in asturiano) è una città di 220 020 abitanti della Spagna nord-occidentale, capoluogo del Principato delle Asturie (l'antica Ovetum). È punto di arrivo del cammino di San Salvador.

## Geografia fisica

### Territorio
Nelle località di Oviedo di Pintoria, Caces, Udrión, Godos, Olloniego, Tudela Veguín e Box scorre il fiume Nalón.

### Clima
Oviedo gode di un clima oceanico di tipo Cfb secondo la classificazione climatica di Köppen, con estati miti e inverni freschi e una piovosità sufficiente distribuita nell'arco dell'anno, predominante in inverno e in primavera. Il clima è un po' continentale poiché Oviedo non è una città costiera, ma interna per cui le temperature fluttuano più che nella zona costiera.
Durante il período dal 1972 al 2000 la temperatura media annuale è stata di 12,9 °C, con agosto quale mese più caldo, con una media di 18,7 °C, e gennaio quale mese più freddo con una media di 8,0 °C. Storicamente, la temperatura più bassa registrata nella città da quando esistono misurazioni sistematiche si è verificata il 3 febbraio 1902, quando si raggiunse la temperatura di −10,4 °C, mentre la temperatura massima si verificò l'11 agosto del 1870, quando il termometro raggiunse i 38 °C.
Nello stesso periodo il mese più piovoso fu aprile, con 109 mm, mentre i mesi più secchi furono giugno, luglio e agosto con una precipitazione media di 52, 53 e 55 mm rispettivamente; Annualmente la media è intorno ai 973 mm.
Tanta piovosità fa sì che la media dell'umidità relativa si collochi al di sopra del 78% durante tutto l'anno, praticamente senza variazioni fra i mesi. Fenomeni meteorologici estremi non sono frequenti e nel periodo precedente la media annua di giorni di neve è stata di 5, concentrata nei mesi invernali.
| Oviedo              | Mesi | Mesi | Mesi | Mesi | Mesi | Mesi | Mesi | Mesi | Mesi | Mesi | Mesi | Mesi | Stagioni | Stagioni | Stagioni | Stagioni | Anno |
| Oviedo              | Gen  | Feb  | Mar  | Apr  | Mag  | Giu  | Lug  | Ago  | Set  | Ott  | Nov  | Dic  | Inv      | Pri      | Est      | Aut      | Anno |
| ------------------- | ---- | ---- | ---- | ---- | ---- | ---- | ---- | ---- | ---- | ---- | ---- | ---- | -------- | -------- | -------- | -------- | ---- |
| T. max. media (°C)  | 11,6 | 12,4 | 13,9 | 15,7 | 18,3 | 21,6 | 23,6 | 24,1 | 22,0 | 18,8 | 14,9 | 13,2 | 12,4     | 16,0     | 23,1     | 18,6     | 17,5 |
| T. min. media (°C)  | 4    | 4,8  | 6,1  | 6,9  | 9,5  | 11,4 | 13,4 | 13,7 | 13,0 | 9,7  | 6,2  | 4,7  | 4,5      | 7,5      | 12,8     | 9,6      | 8,6  |
| Precipitazioni (mm) | 70   | 61   | 61   | 99   | 62   | 53   | 43   | 55   | 61   | 86   | 116  | 81   | 212      | 222      | 151      | 263      | 848  |

## Storia
Fondata intorno alla metà dell'VIII secolo, raggiunse il culmine del suo splendore nel IX secolo, quando era capitale del Regno delle Asturie, sebbene anche in seguito abbia goduto di una certa prosperità. Fu saccheggiata dai francesi durante le guerre napoleoniche e assediata nel corso della guerra civile spagnola. Qui è morto, nel 2020, il celebre scrittore Luis Sepúlveda.

## Monumenti e luoghi d'interesse
La città è costellata di numerose chiese medievali e di importanti edifici barocchi: nella Cattedrale gotica (cominciata nel 1388) sono conservate le reliquie dei reali asturiani del periodo altomedievale. Molti di questi monumenti nel loro insieme sono stati dichiarati Patrimonio dell'umanità sotto la voce Monumenti di Oviedo e del Regno delle Asturie.
Oviedo è sede universitaria (1608) e di un museo archeologico.

### Architetture preromaniche
- Camera Santa di Oviedo: cappella situata nel complesso architettonico della Cattedrale, risalente probabilmente al IX secolo in stile preromanico asturiano, costituita da una parte nel sottosuolo (cripta di Leocadia) e una parte al piano terra. Vi sono esposti capolavori di oreficeria e il Sudario di Oviedo.
- Chiesa di San Tirso: chiesa fatta erigere da Alfonso II delle Asturie nel IX secolo e ricostruita a causa di un incendio nel 1524.
- Chiesa di San Julián de los Prados: chiesa fatta erigere da Alfonso II delle Asturie. L'interno è decorato da affreschi che si sono conservati praticamente intatti e che costituiscono la più importante mostra di pittura preromanica in Europa.[6]
- Chiesa di Santa Maria del Naranco: fatta costruire nel IX secolo dal re Ramiro I delle Asturie come palazzo reale sul Monte Naranco, in vista della città, nel XII secolo fu trasformata in chiesa.[7]
- Chiesa di San Miguel de Lillo: fatta costruire nell'842 da re Ramiro I delle Asturie sul lato anteriore del palazzo reale sul Monte Naranco, con il quale forma un unico complesso architettonico.[8]
- Foncalada: edicola monumentale che ospita una fonte di acqua potabile, fatta erigere al tempo del re Alfonso III il Grande, nel IX secolo. Si tratta dell'unica opera civile di stile preromanico che è rimasta.[9]

### Altre architetture religiose

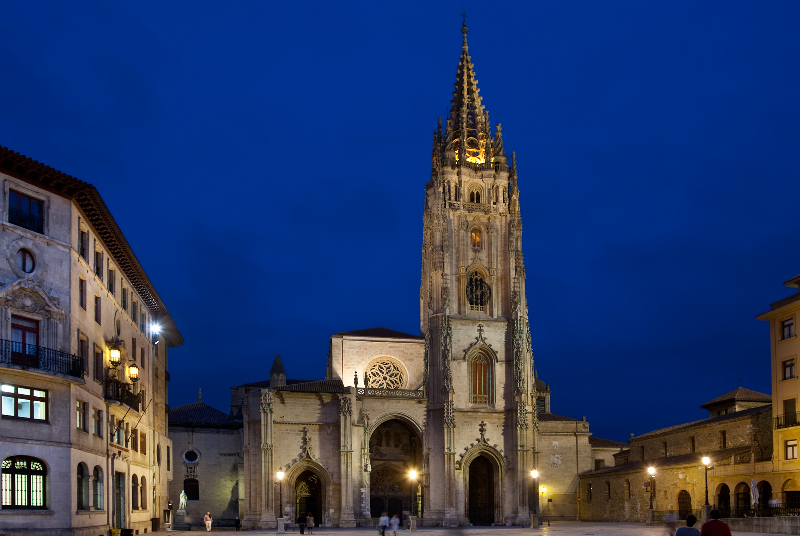
La Cattedrale del Santo Salvatore

Tra i numerosi edifici religiosi della città sono degni di menzione:
- Cattedrale del Santo Salvatore, opera fondamentalmente gotica, costruita tra i secoli XIV e XVI, con cappelle e deambulatorio aggiunte posteriormente in stile barocco.[10]
- Monastero di San Vicente: dedicato a san Vincenzo di Saragozza, martire, fu fondato, si presume, insieme alla città nel 781. Con il passar del tempo ha subito modifiche e ampliamenti. La sua chiesa conventuale, oggi parrocchia di Santa María de la Corte, e il chiostro, oggi Museo archeologico delle Asturie, risalgono al XVI secolo.[11]
- Monastero di San Pelagio, fondato da Alfonso II,[12] L'attuale edificio è in stile barocco del secolo XVII.[13]
- Chiesa di Sant'Isidoro, costruita per la Compagnia di Gesù nel secolo XVII, come parte dello scomparso Collegio di San Matías il cui terreno è ora occupato dal Mercato del Fontán.[14]
- Chiesa di San Juan el Real, di stile neoromanico, costruita agli inizi del XX secolo.[15] Per le sue dimensioni e presenza è nota come la Catedral del Ensanche.[16]
- Cappella della Balesquida, cappella dedicata alla Vergine della Speranza, di antica fattura, ristrutturata nel XVIII secolo in stile barocco.

### Architetture civili

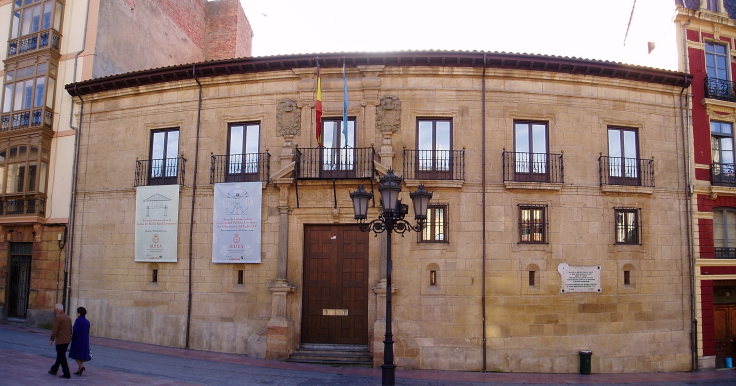
Palazzo Malleza-Toreno

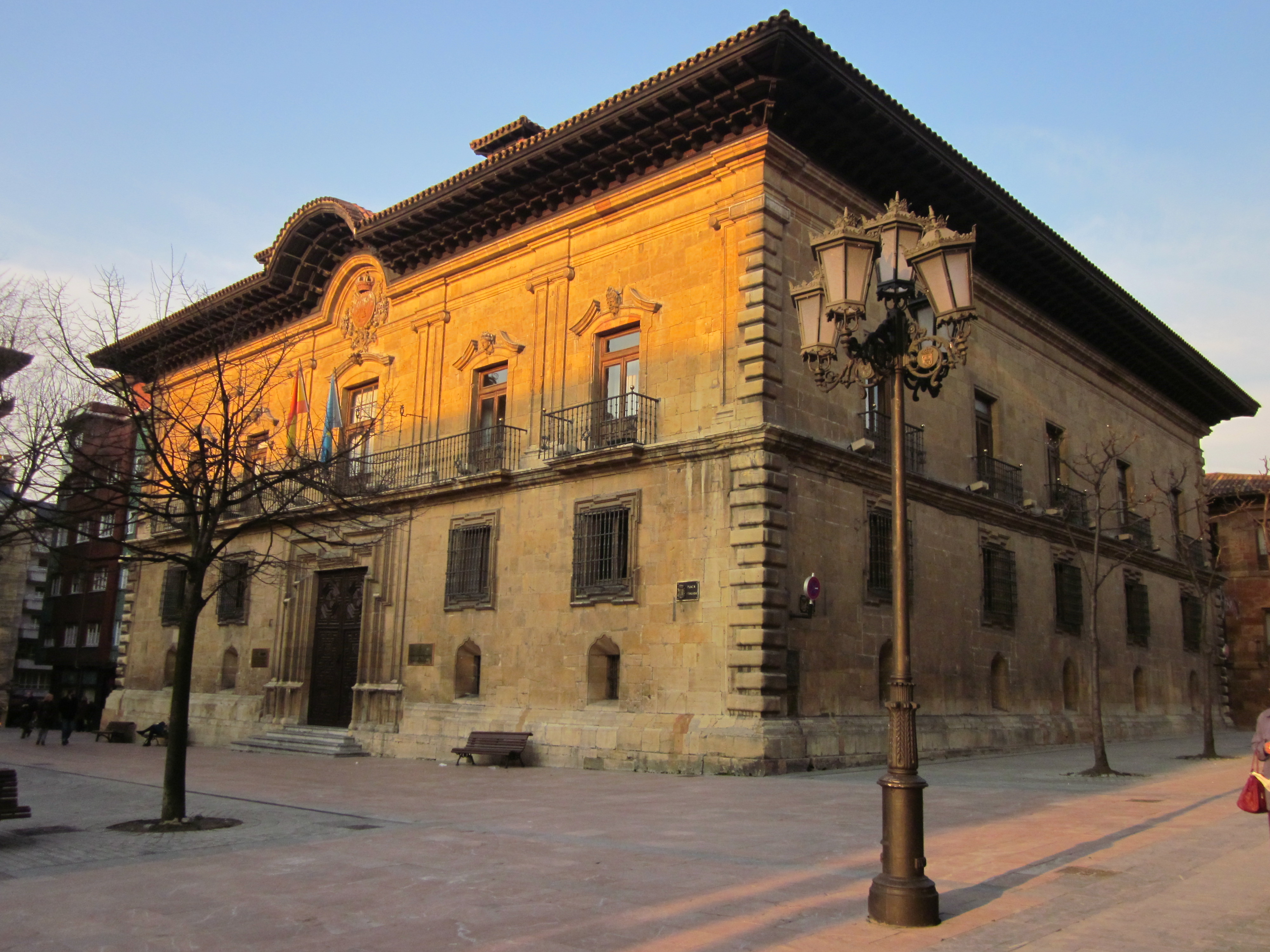
Palazzo di Camposagrado

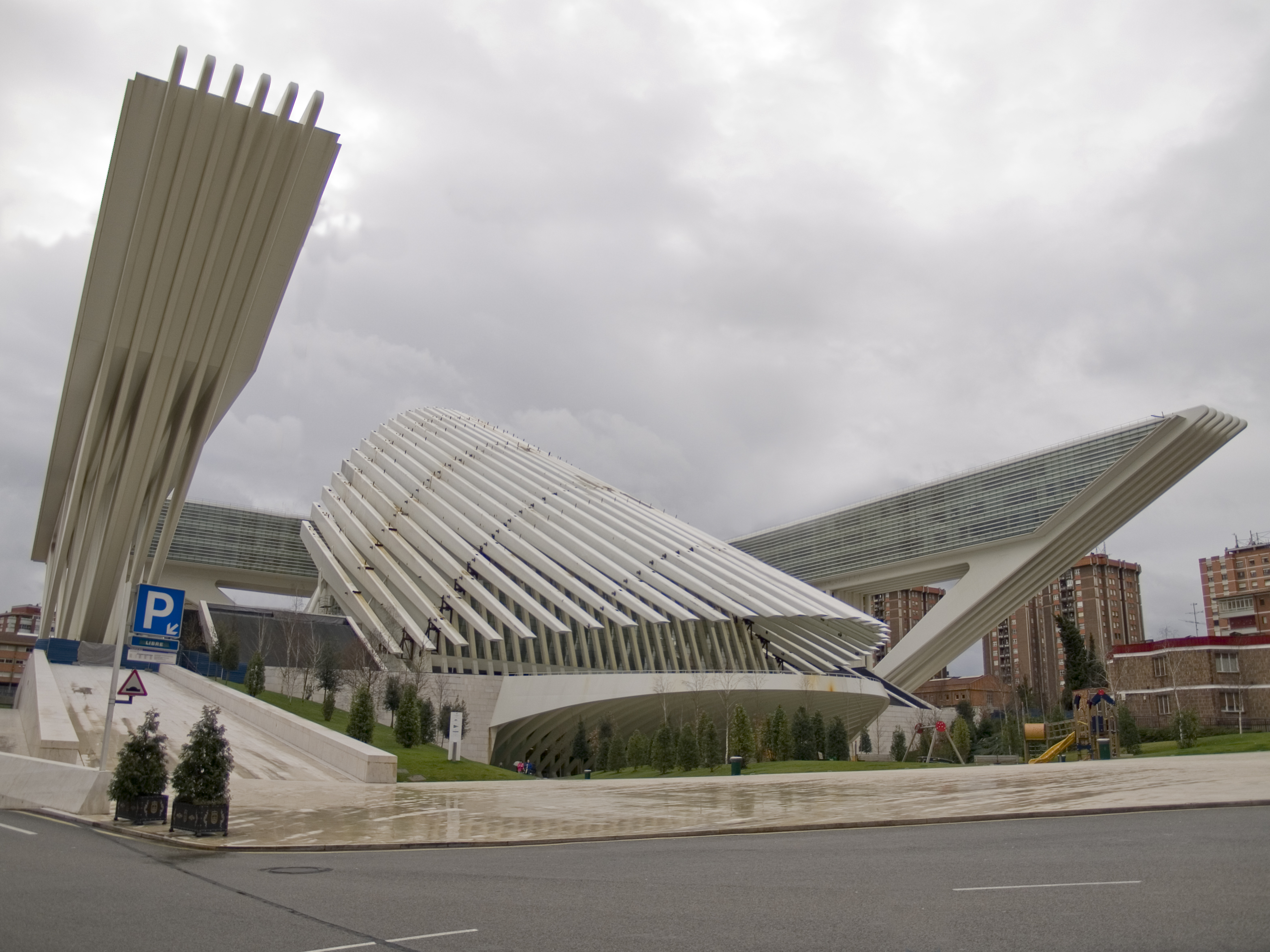
Palazzo dei Congressi, opera dell'architetto Santiago Calatrava

- Casa de la Rúa, casa-palazzo di fine secolo XV, unico edificio civile rimasto dall'incendio del 1521.[17]
- Università di Oviedo, fondata alla fine del secolo XVI dall'arcivescovo Fernando de Valdés y Salas, Inquisitore generale di Spagna. Aprì la sua attività nel 1608.[18]
- Palazzo municipale di Oviedo, costruito nel secolo XVII, è un edificio a tre piani f.t. con il piano terreno dotato di portici e un arco centrale sopra la Porta di Cimadevilla e che sfrutta come sostegno le vecchie mura della città.[19]
- Palazzo di Valdecarzana-Heredia, barocco dell'inizio del XVII secolo, oggi sede dell'Audiencia Provincial de Asturias.[20]
- Palazzo di Malleza-Toreno, barocco della finale del secolo XVII, oggi sede del Reale Istituto di Studi Asturiani e della sua Biblioteca.
- Palazzo di Camposagrado, tardo barocco dell'inizio del secolo XVIII, oggi sede del Tribunale Superiore di Giustizia delle Asturie.[21]
- Palazzo del Duca del Parque, costruito all'inizio del XVIII secolo, anche di stile tardo-barocco.[22]
- Palazzo Velarde, di fine XVIII secolo. Ospita il Museo di Belle Arti delle Asturie.[23]
- Antico Ospizio di Oviedo, del XVIII secolo, ha una facciata di stile barocco coronata da un grande scudo e una cappella ottogonale.[24]
- Teatro Campoamor, inaugurato nel 1892 e chiamato così in onore al poeta Ramón de Campoamor su iniziativa di Leopoldo Alas, detto Clarín.
- Palazzo dei Congressi di Oviedo, opera dell'architetto Santiago Calatrava, aperto parzialmente nel 2008 e successivamente l'auditorio nel maggio 2011.[25]
- Mercato El Fontán, prima piazza coperta di Oviedo, del 1885.[26]

## Società

### Evoluzione demografica
Il comune di Oviedo contava, nel 2015, 221 870 abitanti, di cui 118 807 femmine e 103 063 maschi, con una densità di popolazione di 1188,70 ab./km² (INE, 2015).
La popolazione di Oviedo è andata crescendo continuamente nel corso dalla metà del XIX secolo in avanti e poi per tutto il XX, fino alla seconda metà degli anni novanta, quando l'incremento demografico si fermò a livello nazionale. La situazione mutò con l'inizio del XXI secolo, quando la popolazione riprese a crescere, anche a causa dell'apporto di abitanti provenienti da altri comuni delle Asturie e dall'estero. Nel 2004 la differenza fra il tasso di mortalità (11,77‰) e quello di natalità (6,91‰) fu positiva. La popolazione straniera aumentò da 1 129 unità censite nel 1996 fino a 16 590 del 2010. La comunità straniera più numerosa è quella rumena, con 2 451 immigrati, seguita da quelle ecuadoriana e colombiana con rispettivamente 1 876 e 1 392 immigrati.

## Cultura

### Musei
- Museo archeologico delle Asturie, sito nel chiostro del Monastero di San Vicente. Tra i suoi reperti si trovano: pezzi del periodo paleolitico, diverse collezioni numismatiche ed etnografiche, due sale dedicate alla civiltà romana e altre due all'arte preromanica, una ancora all'arte romanica e un'ultima all'arte gotica. Da un'altra parte è esposta la cella di padre Benito Jerónimo Feijoo.[29]
- Museo delle Belle Arti delle Asturie, sito nel Palacio de Velarde, nella Casa de Oviedo-Portal e nella Casa de Solís-Carbajal, fu aperto a maggio del 1980, contiene una collezione integrata di quasi 15 000 opere, tra dipinti (1 500), sculture, disegni, incisioni e arti industriali (4 000 pezzi),[30] anche se realmente dispone di una mostra permanente di 800.[31] Contiene dipinti di artisti spagnoli - in particolare asturiani - e stranieri (in particolare la pittura italiana e fiamminga), e inoltre sculture, fotografie e oggetti di vetro e ceramica.
- Museo de la Iglesia, aperto nel 1990. Contiene resti archeologici della cattedrale, lavori in oro, argento e avorio, dipinti, sculture lignee e documenti dell'archivio della cattedrale.[32]
- Tabularium Artis Asturiensis, museo privato nato nel 1947, espone reperti archeologici e artistici delle Asturie.

### Spettacolo
- Teatro Campoamor è il teatro dell'opera di Oviedo, fondato nel 1892 e noto fra l'altro perché vi si tiene ogni anno la premiazione del Premio Principessa delle Asturie.
- Palazzo dei Congressi, sede anche per spettacoli.

### Gastronomia
La cucina fa un uso notevole di pesce fresco e di selvaggina e il piatto tipico di Oviedo è la fabada, a base di fagioli bianchi, pancetta o lardo, chorizo e morcilla.
La bevanda locale caratteristica è il sidro, succo alcolico ottenuto dalle mele, dal gusto acidulo, che viene versato tenendo il bicchiere a notevole distanza dalla bottiglia.

## Economia
Situata in una zona agricola e mineraria, è centro amministrativo, nonché polo industriale di rilievo, la cui produzione verte soprattutto su armi da fuoco, alimentari, tessuti, sostanze chimiche e articoli in metallo. La vicinanza con il porto atlantico di Gijón ne facilita i commerci e le comunicazioni.

## Sport
Il Real Oviedo è la società calcistica della città: gioca nella Segunda Divisiòn, la seconda serie del campionato spagnolo.
È la città natale del pilota di Formula 1 Fernando Alonso.

## Amministrazione

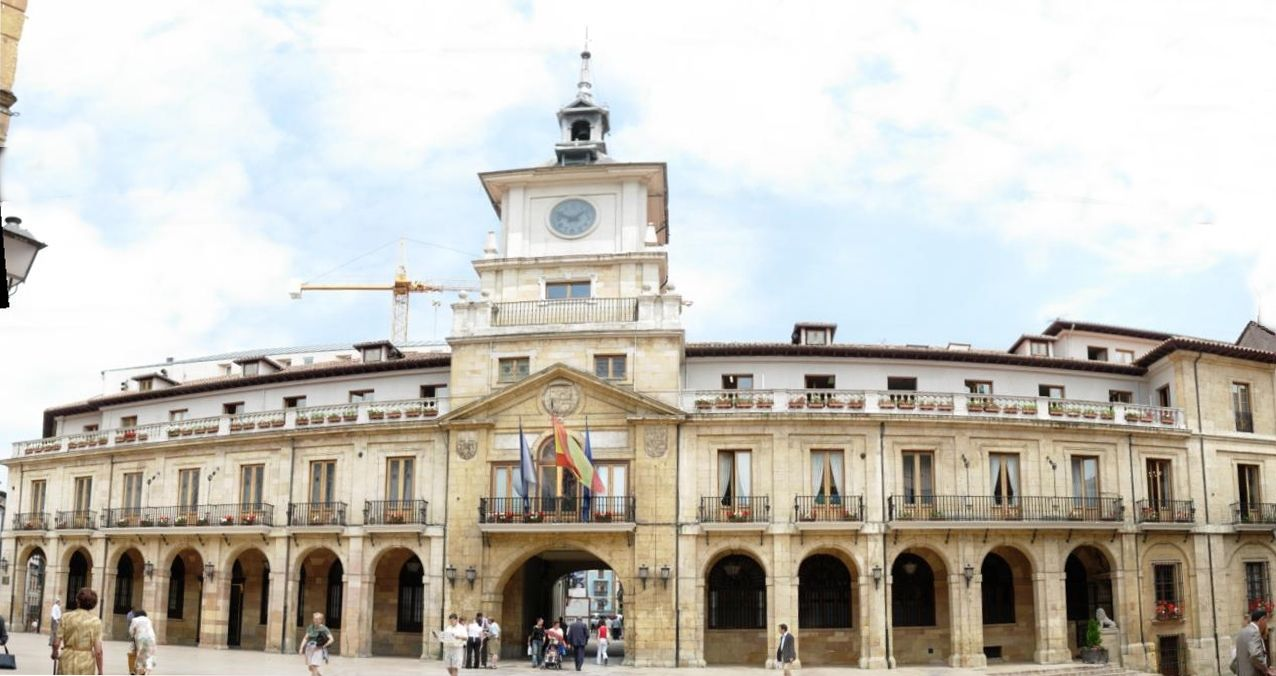
Il Municipio di Oviedo

### Gemellaggi
Oviedo è gemellata con le seguenti città:
- Valparaíso, dal 1973
- Bochum, dal 1979
- Buenos Aires, dal 1983
- Veracruz, dal 1983
- Clermont-Ferrand, dal 1988
- Tampa, dal 2011
- Santiago di Compostela, dal 1993
- Jersey City, dal 1998
- Santa Clara, dal 1995
- Zamora, dal 2001
- Torrevieja, dal 2004
- Hangzhou, dal 2006
- Viseu, dal 2007
- Valencia de Don Juan, dal 2004
- Holon, dal 1999

Ha un patto di amicizia con le seguenti città:
- Maranello, dal 2010